# Pragak
Pragak is een bestuurslaag in het regentschap Magetan van de provincie Oost-Java, Indonesië. Pragak telt 3976 inwoners (volkstelling 2010).